# Curimatopsis
Curimatopsis és un gènere de peixos de la família dels curimàtids i de l'ordre dels caraciformes.

## Taxonomia
- Curimatopsis crypticus (Vari, 1982)[2]
- Curimatopsis evelynae (Géry, 1964)[3]
- Curimatopsis macrolepis (Steindachner, 1876)[4][5]
- Curimatopsis microlepis (Eigenmann & Eigenmann, 1889)[6][7]
- Curimatopsis myersi (Vari, 1982)[8][9][10][11][12][13][14][15]